# Mătăsari, Gorj
Mătăsari este satul de reședință al comunei cu același nume din județul Gorj, Oltenia, România. Se află în partea de est a județului, în Podișul Oltețului.

## Personalități
- Nelu Băescu (n. 1953), interpret de muzică populară și ușoară.